# Горње Ратково (Рибник)
Горње Ратково је насељено мјесто у општини Рибник, Република Српска, БиХ. Према попису становништва из 1991. у насељу је живјело 502 становника.

## Географија
Налази се у мјесној заједници Ситница.

## Становништво
| Националност       | 1991. | 1981. | 1971. | 1961. |
| Срби               | 500   | 826   | 1.570 | 1.989 |
| Југословени        |       | 6     |       |       |
| Хрвати             |       |       | 2     |       |
| Муслимани          |       |       | 2     |       |
| остали и непознато | 1     |       | 1     |       |
| Укупно             | 501   | 832   | 1.575 | 1.989 |

| Демографија | Демографија | Демографија |
| Година      | Становника  | Становника  |
| ----------- | ----------- | ----------- |
| 1961.       | 1.989       |             |
| 1971.       | 1.575       |             |
| 1981.       | 832         |             |